# ネットアージュ
有限会社ネットアージュ（英文社名；Net-Age Co., ltd.）は、東京都渋谷区に本社を置く日本の芸能プロダクション、モデルエージェンシー。

## 沿革・概要
タレント、モデル、レースクイーンを中心に、イベントコンパニオン、ナレーターも多数所属している。また、東京オートサロンのイメージガールユニット「A-class」において、2005年に福山安奈、2006年に絹川麗、2007年に渡部由起子と、所属タレントが3年連続選出された。

### 事務所の所在地変遷
東京都渋谷区神宮前6-10-8 サンクリーン原宿ビル6F → 東京都渋谷区渋谷2-7-10 アンバービル4F・5F → 東京都渋谷区桜丘町22-20 シャトーポレール渋谷101

## 所属タレント
※2012年6月現在
| - 相澤世奈 - 青山美沙 - 秋元リコ - 朝倉千夏 - 浅田ゆりえ - 阿部彩子 - 新木美穂 - 荒木よし穂 - 荒山美和子 - 石鍋しのぶ - 石橋茜 - Izumi - 和泉歩 - 一条唯 - 円城寺佳子 - 大嵜朋子 - 鹿嶋みき - 加藤綾 - 加藤彩子 - 加藤綾子 - 加羽沢ゆうこ - 上條彩 - 上地ありさ - 亀井美樹 - 河合ひなた | - 河内由佳 - 川眞田和代 - 工藤なお - 暮羽優奈 - 河野沙織 - 小代恵子 - 児玉りえ - 殊野真緒 - 小西裕佳 - 小春奈央 - 斉藤ゆかり - 佐伯みゆ（別名：佐伯美結） - 榊のぞみ - 先川知香 - 幸宮つばき - 佐崎愛里 - 佐藤愛 - 佐野真彩 - 佐野れいな - 沢木美津保 - 条戸愛 - 白河なおみ - 新本絵理 - 杉田リエ - 鈴木亜子 - 鈴木瞳 | - 鈴木優子 - 鈴木ゆみ - 鈴菜まゆか - せいら. - 染谷美佳 - 高橋純子 - 高橋恵美 - 高村綾 - 武内優貴 - 武部ナオミ - 田代綾夏 - 田中真紀 - 田中みわ - 谷口史恵 - 谷口真紀 - 土屋恵理子 - 鳥居さとみ - 長尾ゆい - 長嶋めい - 梨木アリア - 西江梓 - 日向あつみ - 日向井優 - 福田綾子 - 藤崎あかり | - 真木恵美子（別名：マキエミコ） - 牧咲倉 - 松原奈緒美 - 松本麻美 - 三上玲奈 - 三咲舞花 - 実咲真夕 - 三嶋洋子 - 三田恵美 - MINAE - 南友香 - 南真琴 - 宮川真妃 - 宮村えま - 森田あや - 山下みゆき - 裕木まや - YOCO - 横澤操恵 - 鷲田知子 - 渡辺由紀子 - 渡部由起子 - 渡辺りな |

## かつて所属していたタレント
| - 藍川由希菜 - 相山ゆう - 青山美沙 - 青山莉菜 - 朝霧ひかる - 吾妻里香 - 安孫子悠 - 天野来未 - 綾瀬ゆかり - 荒木望 - 安藤由佳 - 石井貴子 - 石井モモ - 石川世梨奈 - 泉たかこ - 一ノ瀬美咲 - 植松靖子 - 内田史子 - 大崎莉央奈 - 太田芙美子 - 荻久保綾乃 - 小田悠未 - 小峰なづき - 覚友見 - 風見ヨウコ - 金子静恵 | - 神嶋いづみ - かわいまゆ - 川口未貴 - 川眞田和代 - 菅野ニイナ - 絹川麗 - 木下美里 - 小泉みゆき - 後藤亜季 - 小松里佳子 - 斉藤美津保 - 酒本みち - 坂梨優花 - 咲元ゆみ - 桜井あいこ - 佐藤由季子 - 沢井アヤ - 実川幸 - 渋谷由里子 - 白石梓 - 白石莉紗 - 白川茉知 - 白澤まゆか - 新木美穂 - 杉本ちさき - 鈴木瞳 | - 鈴木モモ - 鈴木ゆりか - 涼木りらん - 須山さとみ - 相馬茜 - 高塚茉莉 - 橘はづき - 千代由希菜 - 続木梓 - 出村美苗 - 徳沢まみ - 徳武みのり - 永井麻希江 - 中澤美穂 - 中澤里香 - 七谷明日香 - 鳴海こころ - 西村里奈 - 野口真利衣 - 萩原かおる - 長谷川舞珈 - 羽田ゆう - 葉月まり - 林あすか - 葉山さき - 遥名めぐみ | - 春山りお - 広瀬葵 - 福田直子 - 福山安奈（元A-class） - 藤川奈緒 - 布施えり - 前島千春 - 前原千晶 - 枡川かおり - 松本純 - 松沢玲香（別名：安達麗） - 美咲知春 - 水島千草 - 美月さゆり - 光本京加 - 南まこと - 宮下礼子 - 望月ユリカ - 山本修 - 優希あこ - 結城れいさ - 吉亜 - 吉田美穂 - 玲音奈未 - レンフロかすみ - 渡邊博子 |